# Luz-Saint-Sauveur

Luz-Saint-Sauveur este o comună în departamentul Hautes-Pyrénées din sudul Franței. În 2009 avea o populație de 1.014 de locuitori.

## Evoluția populației
| An        | 1975  | 1982  | 1990  | 1999  | 2006  | 2009  |
| --------- | ----- | ----- | ----- | ----- | ----- | ----- |
| Populație | 1.040 | 1.159 | 1.173 | 1.098 | 1.070 | 1.014 |